# Desmognathus quadramaculatus
Desmognathus quadramaculatus е вид земноводно от семейство Plethodontidae.

## Разпространение
Видът е разпространен в САЩ (Вирджиния, Джорджия, Западна Вирджиния, Северна Каролина, Тенеси и Южна Каролина).